# Atherigona neoatripalpis
Atherigona neoatripalpis är en tvåvingeart som beskrevs av John Otterbein Snyder 1965. Atherigona neoatripalpis ingår i släktet Atherigona och familjen husflugor. Inga underarter finns listade i Catalogue of Life.